# Alfa Lyncis
Alfa Lyncis (α Lyn / 40 Lyncis / HD 80493) es la estrella más brillante de la pequeña constelación del Lince y la única que tiene asignada una letra griega de Bayer. Es una estrella variable de magnitud aparente +3,14. También recibe el nombre, poco utilizado, de Elvashak o Alvashak, cuyo origen es árabe (الوشق al-washaq) y significa «el gato montés». 
Situada a 222 años luz del sistema solar, Alfa Lyncis es una gigante naranja de tipo espectral K7IIIvar. Sus características son similares a las de la vecina Alsciaukat (31 Lyncis), si bien la diferente distancia que nos separa de ambas pone de manifiesto que no están relacionadas entre sí. Es 700 veces más luminosa que el Sol, tenida en cuenta la radiación que emite en el infrarrojo, ya que es una estrella fría de 3860 K de temperatura. Como gigante que es, su radio es entre 59 y 65 veces más grande que el radio solar. Su masa es aproximadamente el doble que la del Sol.
Con una edad estimada de 1400 millones de años, no se sabe con certeza en que fase de la evolución estelar se encuentra. Puede estar aumentando en brillo con un núcleo inerte de helio, atenuando ligeramente su brillo por la fusión del helio interno en carbono y oxígeno, o incrementando su luminosidad con un núcleo inerte de carbono antes de expulsar sus capas exteriores.